# Kenneth Fagerlund
Kennedy Åke „Kenneth“ Fagerlund (* 16. September 1927 in Göteborg; † 24. Juni 1997) war ein schwedischer Jazzmusiker (Schlagzeug) und Orchesterleiter.

## Leben und Wirken
Fagerlund stammt aus einer Musikerfamilie; sein Vater Åke Fagerlund leitete ein Tanzorchester. Dort spielte er im Sommer 1941 zur Vertretung. Mit 15 Jahren gründete er sein eigenes Orchester, um bei Tanzveranstaltungen in Schulen zu spielen. Im Sommer 1945 war er Mitglied des Orchesters des Vaters, und im September desselben Jahres nahm er in Stockholm für Sonora als Leiter einer Studiogruppe unter anderem mit Gösta Törner und Charlie Norman eine Schallplatte auf. 1947–48 war er Teil von Sven Sjöholms Orchester im Wauxhall in Göteborg. Ende der 1940er Jahre leitete er eine Band, in der Bengt Hallberg Klavier und Ingmar Glanzelius Klarinette spielte. Daneben arbeitete er im Plattengeschäft seines Vaters, der auch selbst aus den USA importierte; Ende der 1940er Jahre reiste er nach New York, um sich um die Importe zu kümmern, und sammelte dabei auch musikalische Eindrücke.
1949 gründete Fagerlund ein Quintett nach dem Vorbild von Lennie Tristano, in dem Glanzelius Altsaxophon spielte, Hacke Björksten Tenor, Hallberg Klavier und Gunnar Johnson Bass. 1951 begleitete dieses Quintett sowohl Stan Getz als auch Lee Konitz bei ihren Tourneen in Schweden; Getz spielte auf seine Anregung hin Ack Värmeland, du sköna, das er aber zu Dear Old Stockholm weiterentwickelte. Für Metronome Records ging er mit Getz 1951 ins Aufnahmestudio, wurde aber auf einem Teil der Titel durch Jack Norén ersetzt.
In der ersten Hälfte der 1950er Jahre spielte Fagerlunds Orchester regelmäßig im Göteborger Wauxhall-Tanzpalast. 1953 spielte er mit seiner Formation ebenfalls Ack, Värmeland du sköna ein. Sein Quintett bestand bis 1961, manchmal mit seiner Schwester Berit (1933–1971) als Sängerin und manchmal mit Sonya Hedenbratt (Aufnahmen 1951). Jan Johansson ersetzte Hallberg 1954; später gehörten Altsaxophonist Willy Lundin und Tenorsaxophonist Bob Dahlqvist bzw. Kristian Bergheim zur Band. Unter eigenem Namen entstand für Philips die EP Jazz from Sweden No. 7. 1954 nahm er zudem mit seiner Rhythmusgruppe sowie Åke Persson und Björksten auf. Als die Rockmusik populär wurde, gab Fagerlund den Musikerberuf auf, um in der Werbung und als Journalist zu arbeiten.